# Herálec (Žďár nad Sázavou-i járás)
Herálec település Csehországban, a Žďár nad Sázavou-i járásban. Herálec Křižánky, Studnice, Vortová, Vojnův Městec, Svratka, Cikháj, Fryšava pod Žákovou horou, Chlumětín és Sněžné településekkel határos. Lakosainak száma 1338 fő (2024. január 1.).

## Népesség
A település lakosságának változását az alábbi diagram mutatja:
| Lakosok száma | 1763 | 1824 | 1760 | 1334 | 1254 | 1259 | 1303 | 1320 | 1326 | 1338 |
|               | 1869 | 1890 | 1921 | 1950 | 1980 | 2001 | 2017 | 2019 | 2022 | 2024 |